# Toni Iwobi
Toni Iwobi, właśc. Tony Chike Iwobi (ur. 26 kwietnia 1955 w Gusau) – włoski polityk, przedsiębiorca i samorządowiec nigeryjskiego pochodzenia, senator XVIII kadencji.

## Życiorys
Urodził się w Nigerii, gdzie uczył się w szkołach katolickich. Po wyemigrowaniu do Europy kształcił się w zakresie marketingu i zarządzania przedsiębiorstwem w Manchesterze oraz w zakresie księgowości w Treviglio. Ukończył później studia informatyczne w USA i we Włoszech (studiował tam na Uniwersytecie Bocconi). Pracował głównie w sektorze informatycznym, w tym w latach 1988–2001 na różnych stanowiskach w przedsiębiorstwie AMSA. W 2001 założył własną firmę pod nazwą „Data Communication Labs”.
W latach 90. dołączył do Ligi Północnej. W latach 1993–2014 był radnym miejskim w Spirano, a od 2010 jednocześnie asesorem we władzach miejskich. W 2014 w strukturach partii przejął odpowiedzialność za kwestie związane z imigracją.
W wyborach parlamentarnych w 2018 został wybrany w skład Senatu XVIII kadencji, stając się pierwszym czarnoskórym członkiem wyższej izby włoskiego parlamentu. Mandat senatora wykonywał do 2022. W 2024 przystąpił do partii Forza Italia.